# Хаммар, Фредрик
Фредрик Карл Микаэль Хаммар (швед. Fredrik Carl Michael Hammar; род. 26 февраля 2001, Швеция) — шведский футболист, полузащитник клуба «Мехелен».

## Клубная карьера
Является воспитанником «Броммапойкарны», в академии которой начал заниматься с четырёх лет. Прошёл весь путь от детских и юношеских команд до взрослой. Осенью 2016 года ездил на просмотр в немецкий «Фрайбург», а в феврале 2017 в английский «Эвертон». 23 сентября 2017 года впервые попал в официальную заявку «Броммапойкарны» на матч Суперэттана с «Отвидабергом». В компенсированное ко второму тайму время он вышел на поле, заменив автора двух мячей Якоба Ортмарка. По итогам сезона «Броммапойкарна» вернулась в Алльсвенскан. В феврале 2018 побывал на просмотре в ещё одном немецком клубе — «Кёльн»
11 августа 2018 года перешёл в «Акрополис», подписав контракт на полтора года. В его составе провёл 13 матчей и забил четыре мяча. Спустя полгода перешёл в английский «Брентфорд», заключив соглашение также на полтора года с возможностью продления ещё на один. За основную команду клуба провёл всего один матч. В игре Кубка Англии со «Сток Сити» он заменил на 80-й минуте чеха Яна Жамбурека.
В январе 2021 года вернулся в «Акрополис» по однолетнему контракту. Провёл 25 игр в Суперэттане, в которых отметился шестью жёлтыми. В итоговой турнирной таблице клуб занял 13-е место и по результатам двухматчевого противостояния с «Шёвде» вылетел в первый дивизион.
29 января 2022 года перешёл в «Хаммарбю», где сразу был отправлен в фарм-клуб — «Хаммарбю Таланг». В его составе первую игру в первом дивизионе провёл 18 февраля против «Питео». 11 июля впервые попал в заявку «Хаммарбю» на матч Алльсвенскана с «Гётеборгом». На 86-й минуте встречи он Хаммар дебютировал в чемпионате Швеции, выйдя вместо Густава Лудвигсона.

## Клубная статистика
| Выступление       | Выступление      | Выступление      | Лига | Лига | Кубки | Кубки | Конт. кубки | Конт. кубки | Разное | Разное | Итого | Итого |
| Клуб              | Лига             | Сезон            | Игры | Голы | Игры  | Голы  | Игры        | Голы        | Игры   | Голы   | Игры  | Голы  |
| ----------------- | ---------------- | ---------------- | ---- | ---- | ----- | ----- | ----------- | ----------- | ------ | ------ | ----- | ----- |
| Броммапойкарна    | Суперэттан       | 2017             | 1    | 0    | 0     | 0     | 0           | 0           | 0      | 0      | 1     | 0     |
| Броммапойкарна    | Итого            | Итого            | 1    | 0    | 0     | 0     | 0           | 0           | 0      | 0      | 1     | 0     |
| Акрополис         | Дивизион 1       | 2018             | 12   | 4    | 1     | 0     | 0           | 0           | 0      | 0      | 13    | 4     |
| Акрополис         | Итого            | Итого            | 12   | 4    | 1     | 0     | 0           | 0           | 0      | 0      | 13    | 4     |
| Брентфорд         | Чемпионшип       | 2019/20          | 0    | 0    | 1     | 0     | 0           | 0           | 0      | 0      | 1     | 0     |
| Брентфорд         | Чемпионшип       | 2020/21          | 0    | 0    | 0     | 0     | 0           | 0           | 0      | 0      | 0     | 0     |
| Брентфорд         | Итого            | Итого            | 0    | 0    | 1     | 0     | 0           | 0           | 0      | 0      | 1     | 0     |
| Акрополис         | Суперэттан       | 2021             | 25   | 0    | 4     | 0     | 0           | 0           | 1      | 0      | 30    | 0     |
| Акрополис         | Итого            | Итого            | 25   | 0    | 4     | 0     | 0           | 0           | 1      | 0      | 30    | 0     |
| Хаммарбю          | Алльсвенскан     | 2022             | 1    | 0    | 0     | 0     | 0           | 0           | 0      | 0      | 1     | 0     |
| Хаммарбю          | Итого            | Итого            | 1    | 0    | 0     | 0     | 0           | 0           | 0      | 0      | 1     | 0     |
| → Хаммарбю Таланг | Дивизион 1       | 2022             | 12   | 4    | 0     | 0     | 0           | 0           | 0      | 0      | 12    | 4     |
| → Хаммарбю Таланг | Итого            | Итого            | 12   | 4    | 0     | 0     | 0           | 0           | 0      | 0      | 12    | 4     |
| Всего за карьеру  | Всего за карьеру | Всего за карьеру | 51   | 8    | 6     | 0     | 0           | 0           | 1      | 0      | 58    | 8     |